# 詹姆斯·丹尼尔利
詹姆斯·F·丹尼尔利（英語：James Frederic Danielli，1911年11月13日—1984年4月22日）是一位英国细胞生物学家，1957年当选皇家学会会士，是研究细胞膜的先驱，与休·达夫森共同提出了达夫森-丹尼尔利模型，该模型之后被更好的流动镶嵌模型所替代。